# 坦杜雷國家公園
37°26′N 58°44′E / 37.43°N 58.73°E

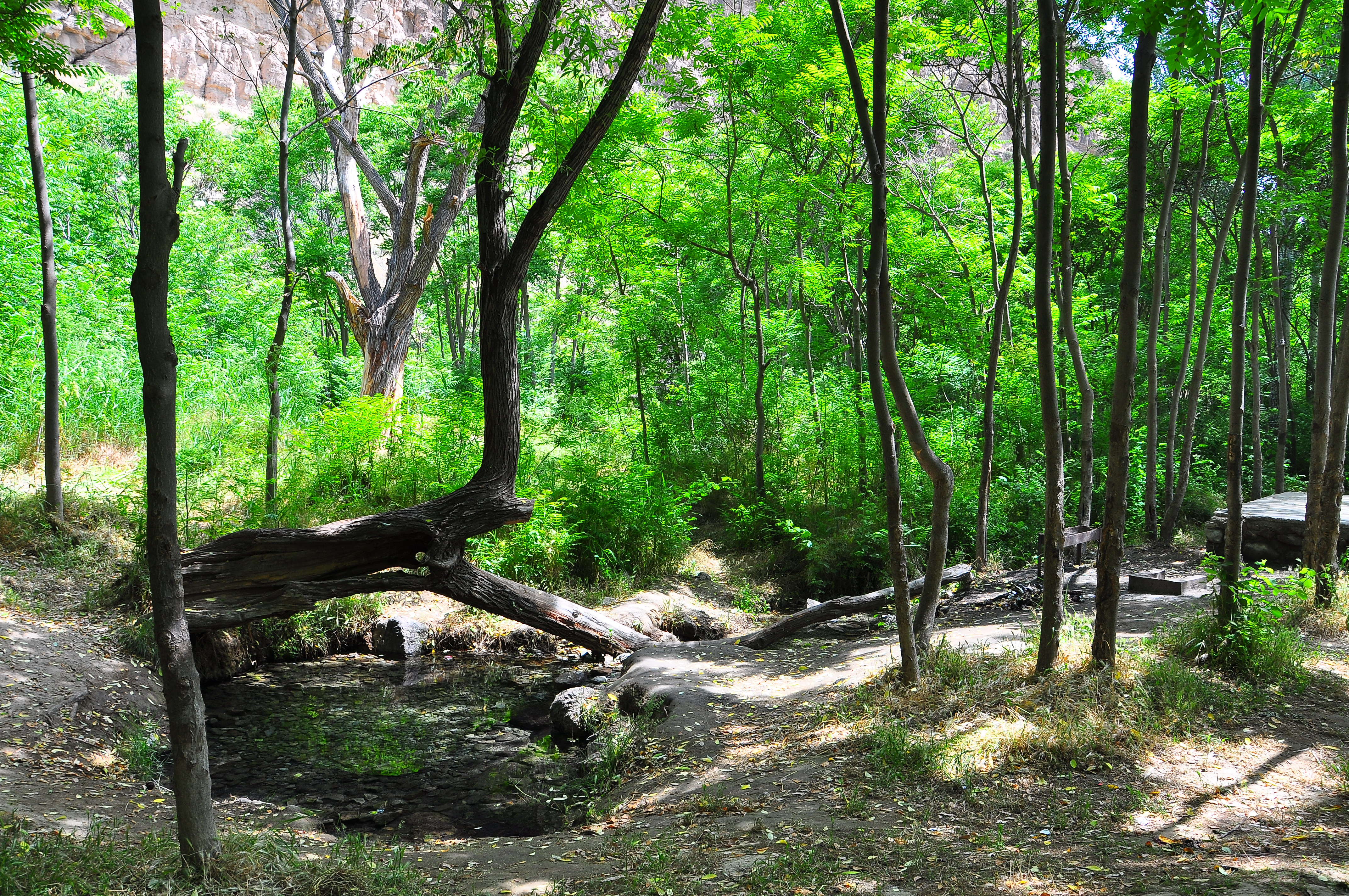

坦杜雷國家公園是伊朗的國家公園，位於該國東北部，鄰近與土庫曼斯坦接壤的邊境，成立於1982年，面積355平方公里，每年平均降雨量250至300毫米。